# ソワレ・メイラ
ソワレ・メイラ（Soiree Meira）は、SNKの対戦型格闘ゲーム『KOF MAXIMUM IMPACT』シリーズに登場する架空の人物。担当声優は服巻浩司。

## 概要
『KOF MAXIMUM IMPACT』（以下『MI』と表記）シリーズにおける準主人公。アルバ・メイラの双子の弟。「宵闇の天使」と呼ばれている。
幼少の頃から兄のアルバを頼りにしていた為、何でもアルバが一番だと思っており尊敬している。アルバの事を「兄貴」と呼ぶ。昔は「兄ちゃん」と呼んでいた（今でもたまに呼ぶ時がある）。
明るい性格と良いルックスを持つ為、女の子に人気はあるが、本人は奥手で慎ましい。
女ったらしな印象があり、カワイ子ちゃん好き。ミニョン・ベアールには「子猫ちゃん」と呼び、気に入っている様子。
フェイトが死んだ要因として、彼に情報を提供していたエージェントのセスを敵視している。アルバと違って頭が良くないため、どうしてもセスの説明に納得出来ず、未だに恨み続けている。
『MI2』のエンディングで「アデス」に拉致され、行方不明となってしまう。兄と同様、出生に何らかの秘密があるようである。

## 各種技の解説

### 特殊技
アインファル・シュティール
構え変更の動作で、逆立ちをする。この状態になると通常技が大きく変化する。
レヴォルトツィネオーア・トレーテン
『MIA』で追加された技。側転しながらキックする。

### 通常投げ
アイン・シュラーク
相手の胸倉を掴んで膝蹴りを叩き込む
ウム・ヴェルフェン
前方に一回転しながら相手の頭を両足で挟み、身体を捻って相手の身体を地面に叩き付けたあと、そのまま後方へ放り投げる。

### 必殺技
ホルツハッケン･ダイナミッシュ
前方に一回転して、両足で浴びせ蹴りをする。
ザルト
サマーソルトキック。
エーアスト
回転脚払い。
ツヴァイテンス
地面に手をつきながらの回し蹴り。『MI2』から使用。
ドリッテンス・フリーゲン
前方へ跳び上がりながらの二段蹴り。『MI2』から使用。
ドリッテンス・ファレン
跳び蹴りから後方宙返りでの浴びせ蹴りで地面に叩きつける。『MI2』から使用。

ヴェレ・ライテン
相手に突進して、浮かせた相手の上に乗って滑る。『MI2』から使用。
シュオラベ・タンツェン
逆立ちで開脚しながらの回転蹴り。
シュラオ・ヘランシュライヒェン
低い姿勢で大きく移動し、両足で蹴り上げる。

### 超必殺技
ビッグウェンズデイ
1ゲージ消費技。足払いで相手を宙に浮かせ、そこに衝撃波を撃つ。
ライデンシャフト・ゼーレ
2ゲージ消費技。相手をロックして、足払いを連発する。
ダブルウェンズデイ
3ゲージ消費技。「ビッグウェンズデイ」の強化版で、足払いで相手を宙に浮かせ、そこに衝撃波を2発撃つ。『MI2』から使用。

## 関連人物
- アルバ・メイラ - 双子の兄
- セス - フェイトを死なせた要因として敵視。
- デューク - 宿敵
- リアン・ネヴィル - フェイトを殺した仇敵
- ルイーゼ・マイリンク - 何らかの秘密を知っている謎の美女
- ジヴァートマ - 何らかの秘密を知っている謎の人物
- リチャード・マイヤ　- 伝説のカポエラ使いとして敬愛。